# Leonard Zăicescu
Leonard Zăicescu (n. 27 martie 1927, Iași – d. 23 mai 2025) a fost un supraviețuitor al Pogromului de la Iași și ultimul supraviețuitor al Trenului morții Iași-Podu Iloaiei rămas în viață.

## Biografie
S-a nascut la Iași fiind copilul mijlociu dintre cei 7 frați și surori. A fost elev premiant, dar în 1940 a fost eliminat din școală, împreună cu toți ceilalți elevi evrei ca urmare a legilor antisemite.
Primul care a fost ucis în familie a fost bunicul patern care locuia la Bivolari. În urma legilor de confiscare a bunurilor și de evacuare a evreilor din zona rurală, acestia au fost obligați să se deplaseze pe jos spre Iași cu câteva zile înainte de Pogrom. Bunicul a fost schingiuit și ucis de legionari la liziera pădurii din Țigănași. Pe trup i-a fost scrijelit semnul Gărzii de Fier.
Familia a fost evacuată din strada Păcurari, care a fost declarată zonă militară, în Târgul Cucului, unde era un fel de ghetou.

### Pogromul și Trenurile Morții
Avea 14 ani când s-a dezlănțuit Pogromul de la Iași în 29 iunie 1941. Împreună cu tatăl și mulți alți evrei au fost forțați să meargă la Chestură. Unii au fost uciși în bătăi sau împușcați pe drum, mulți alții au fost răniți sau uciși în curtea Chesturii. Leonard a reușit să fugă sărind zidul înalt de doi metri spre cinematograful Sidoli ajutat fiind de prietenul Tolea, fotbalist al echipei Macabi Iași, dar a fost prins și adus a doua zi înapoi la chestură.
Peste noapte, supraviețuitorii măcelului printre care și tatăl lui care fusese rănit fiind împușcat în picior, au fost înghesuiți în Trenul Morții care a plecat spre Călărași. Tatăl a decedat în timpul lungii călătorii, fiind probabil îngropat într-o groapă comună la Iugani, pe malul Siretului.
Leonard își amintește că în timp ce era obligat să stea nemișcat întins pe jos în gară în bălegarul și urina cailor birjelor, o țărancă care l-a recunoscut s-a apropiat și i-a dat un pumn de cireșe și de brânză învelită în tifon, ceva care probabil că i-a salvat viața.
Leonard a fost de asemenea înghesuit într-un vagon de vite cu bălegar și var nestins pe jos. Deși distanța era scurtă, drumul a durat multe ore iar în căldură și înghesuială majoritatea oamenilor au decedat, astfel încât până la Podul Iloaei au supraviețuit numai aproximativ 800 dintre cei 2.000 care au fost îmbarcați în tren.
La Podul Iloaei au fost cazați în casele evreilor. Mulți dintre cei care au supraviețuit trenului au murit într-un spital improvizat într-o sinagogă.
În noiembrie 1941 s-a întors la Iași unde restul familiei a supraviețuit războiul. Printre cei pierduți în Pogrom în afară de tată și bunic au fost și un unchi, cunoștințe, colegi de clasă și prieteni. Printre aceștia a fost și prietenul și colegul lui, Aurel Schwarz care a fost împușcat când a încercat și el să sară zidul chesturii împreună cu Leonard.

### După război
După război a studiat filologia. A lucrat ca ziarist, la Agerpres, în radiodifuziune, în cinematografie, în diferite publicații și reviste, până când i s-a interzis să mai activeze în presă, fiind evreu. Ulterior a lucrat ca profesor de română în învățământul special.
Abia în anii 2000 a regăsit puterea pentru a discuta public tragedia prin care a trecut familia sa.
În 2007 a publicat cartea Cu trenul expres spre moarte: din mărturiile unui supraviețuitor al Pogromului de la Iași, iar în 2022 a apărut editia a II-a adăugită.

### Apariția în filme documentare
- A fost intervievat în documentarul "Duminica neagră – după 70 de ani" despre Pogromul de la Iași. În filmul realizat de Mihnea Chelariu în anul 2010 apar patru supraviețuitori ai „trenurilor morții“ de la Iași.[10]
- Zaicescu a fost intervievat alături de alt supraviețuitor, Iancu Țucărman. în documentarul "Topografia hazardului". Filmul a fost realizat de Eva Pervolovici în 2021.[11]
- A apărut într-un documentar despre Holocaust difuzat în Franța în 2020.[12]

### Procesul de laCurtea Europeană a Drepturilor Omului
În 2024 a câștigat procesul intentat la CEDO împreună cu alt supraviețuitor al Holocaustului, Ana Fălticineanu, împotriva achitării de către Curtea Suprema în anii '90 a doi militari români, condamnați inițial pentru implicarea lor în Holocaust. 
Cei doi, Radu Dinulescu (1898-1984), șef al Secției a II-a (al Cartierului General al Armatei și, respectiv, al Marelui Stat Major al Armatei în primul an de la intrarea României în război) și colonelul Gheorghe Petrescu (1898-decedat), subaltern al lui Dinulescu și șef al Biroului 2 al aceleași secții, fuseseră condamnați în 1953 pentru crime de război.
Potrivit ambasadorului României în SUA, Andrei Muraru, Radu Dinulescu a fost considerat «Eichmann al României»: „Deși atribuția principală a echipei sale era contraspionajul, Dinulescu a propus din umbră ”soluții” la ”problema evreiască”: purtarea stelei galbene, deportarea peste Nistru, uciderea evreilor la fața locului în operațiuni ad-hoc în spatele frontului, internarea în lagăre. Cei doi ofițeri au avut un rol activ în deportarea și asasinarea evreilor din Basarabia și Bucovina în 1941 și în pogromul de la Iași, în care au fost asasinați mii de evrei în vara anului 1941.”
Cei doi fuseseră achitați într-o singură ședință de judecată, fără să fie audiate victimele. Decizia de achitare a fost descoperită abia în 2015-2016, în arhivele CNSAS. Înalta Curte de Casație și Justiție, instanța care a decis achitările, a blocat inițial accesul la dosare, motivând că acestea au fost trimise la o unitate militară.

## Premii și distincții
- În 2007 a fost decorat cu Ordinul Național Pentru Merit în grad de Cavaler de președintele Traian Băsescu în semn de respect pentru suferințele îndurate în lagărele de concentrare din timpul Celui de-al Doilea Război Mondial și pentru păstrarea memoriei Holocaustului.[21][22]
- În 2011 a fost numit Cetățean de Onoare al Municipiului Iași.[23][24][25]
- În 2016 președintele Klaus Iohannis i-a acordat Ordinul Național ''Serviciul Credincios'' în grad de Cavaler pentru pentru contribuția la păstrarea memoriei Holocaustului.[26][27]

### Video
Supraviețuitor al Holocaustului, Leonard Zaicescu își povestește viața, spaimele și speranțele pentru cititorii Libertatea: „E posibil să rămâi om și în condiții imposibile!”

### Audio
- „Leonard Zăicescu, supraviețuitor al Pogromului de la Iași: "Evreii și câinii nu aveau voie pe strada Aurora"”. Europa FM. 31 ianuarie 2021. Accesat în 2 iulie 2024.
- „Despre Holocaust- Episodul 2: Pogromul de la Iași: amintirile unui supraviețuitor” INSHR. Accesat în 2 iulie 2024.
- Podcast: Pogromul de la Iași: amintirile unui supraviețuitor, buzzsprout.com. accesat în 2 iulie 2024